# عمارت چهار صفه غلامحسین نادری
عمارت چهار صفه مربوط به دوره ایلخانی است و در شهرستان کازرون، بخش کوهمره، دهستان کوهمره، شمال روستای دوسیران واقع شده و این اثر در تاریخ ۳۰ بهمن ۱۳۸۶ با شمارهٔ ثبت ۲۰۹۳۳ به‌عنوان یکی از آثار ملی ایران به ثبت رسیده است.